# Söğüt
Söğüt ist eine Stadt und ein Landkreis der türkischen Provinz Bilecik. Die Stadt liegt etwa 25 Kilometer südöstlich der Provinzhauptstadt Bilecik. Die im Stadtsiegel abgebildete Jahreszahl 1884 dürfte auf das Jahr der Erhebung zur Gemeinde (Belediye/Belde) hinweisen. Die Stadt beherbergt 72,6 Prozent der Landkreisbevölkerung.
Söğüt war der Ursprungsort des Osmanischen Reiches und 1299–1326 Residenzstadt der osmanischen Dynastie.

## Etymologie
Im 13. Jahrhundert hieß die Stadt „Thêbásion“ (griechisch Θηβάσιον or Θηβάσιο). Im Grundbuch des Verwaltungsbezirks Hüdâvendigâr ist die Stadt unter dem Namen „Beğ Söğüdü“ bekannt und wurde später um 1665 als „Söğüd“ bezeichnet.

## Geografie
Der Landkreis liegt im Südosten der Provinz. Er grenzt im Südwesten an Bozüyük, im Nordwesten an den zentralen Landkreis, im Norden an Gölpazarı, im Osten an İnhisar und im Südosten an die Provinz Eskişehir. Durch Söğüt führt eine Verbindungsstraße von Bilecik nach Eskişehir. Im Süden des Kreises liegen Ausläufer des Gebirges Sündiken Dağları. Im äußersten Süden liegt der See Zemzemiye Göleti, nahe dabei die vorgeschichtliche Fundstätte Demircihöyük. 7 km westlich der Kreisstadt befindet sich die Kızıldamlar-Talsperre.
Der Kreis besteht neben der Kreisstadt noch aus 23 Dörfern (Köy) mit einer Durchschnittsbevölkerung von 214 Einwohnern. Fünf Dörfer haben mehr als der Durchschnitt Einwohner, Çaltı (1101) und Küre (982 Einw.) sind die größten. Die Bevölkerungsdichte (34,3 Einw. je km²) erreicht ca. zwei Drittel des Provinzwertes (52,3).

## Kultur und Sehenswürdigkeiten

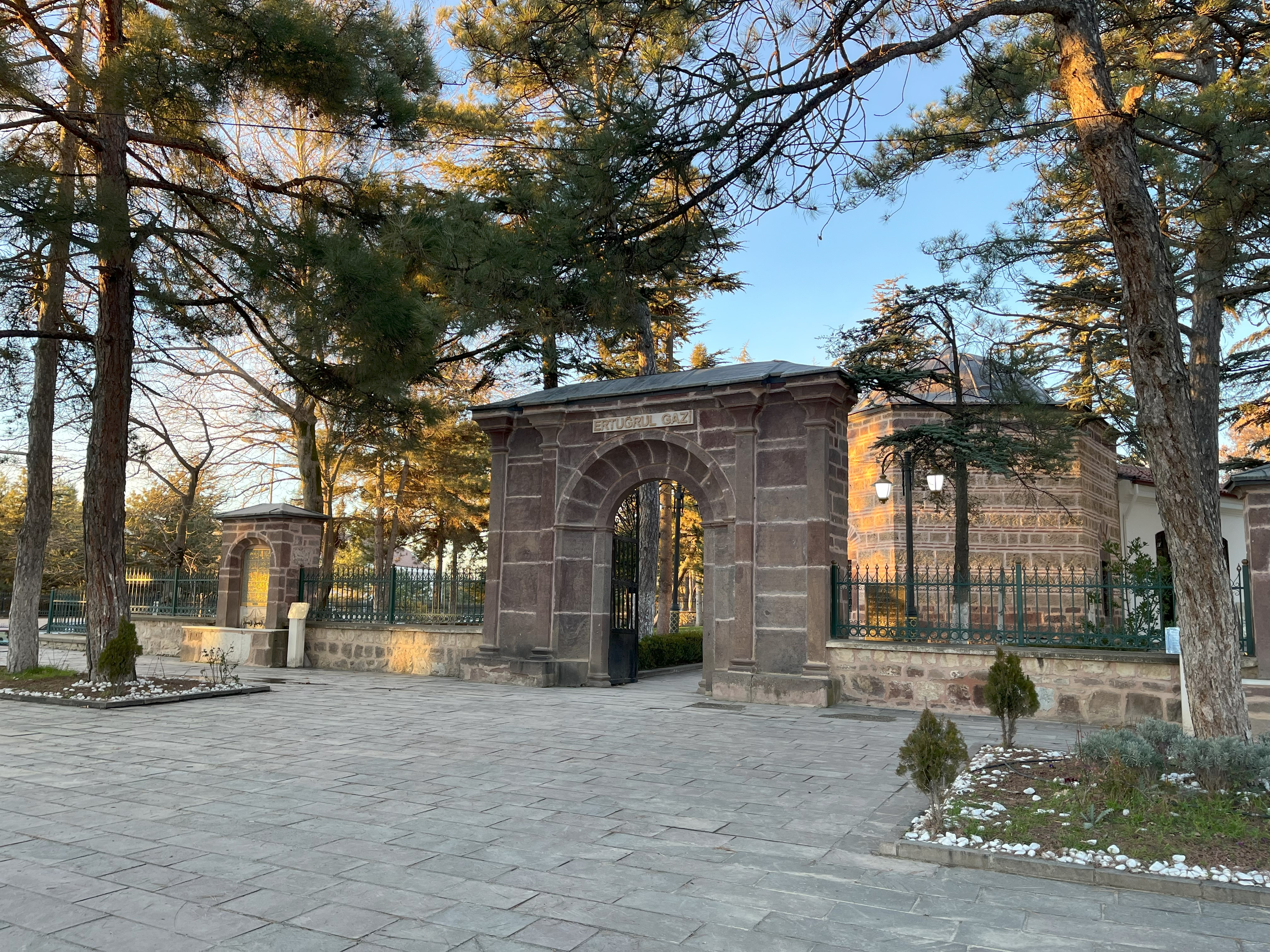
Außenanlage des Mausoleums.

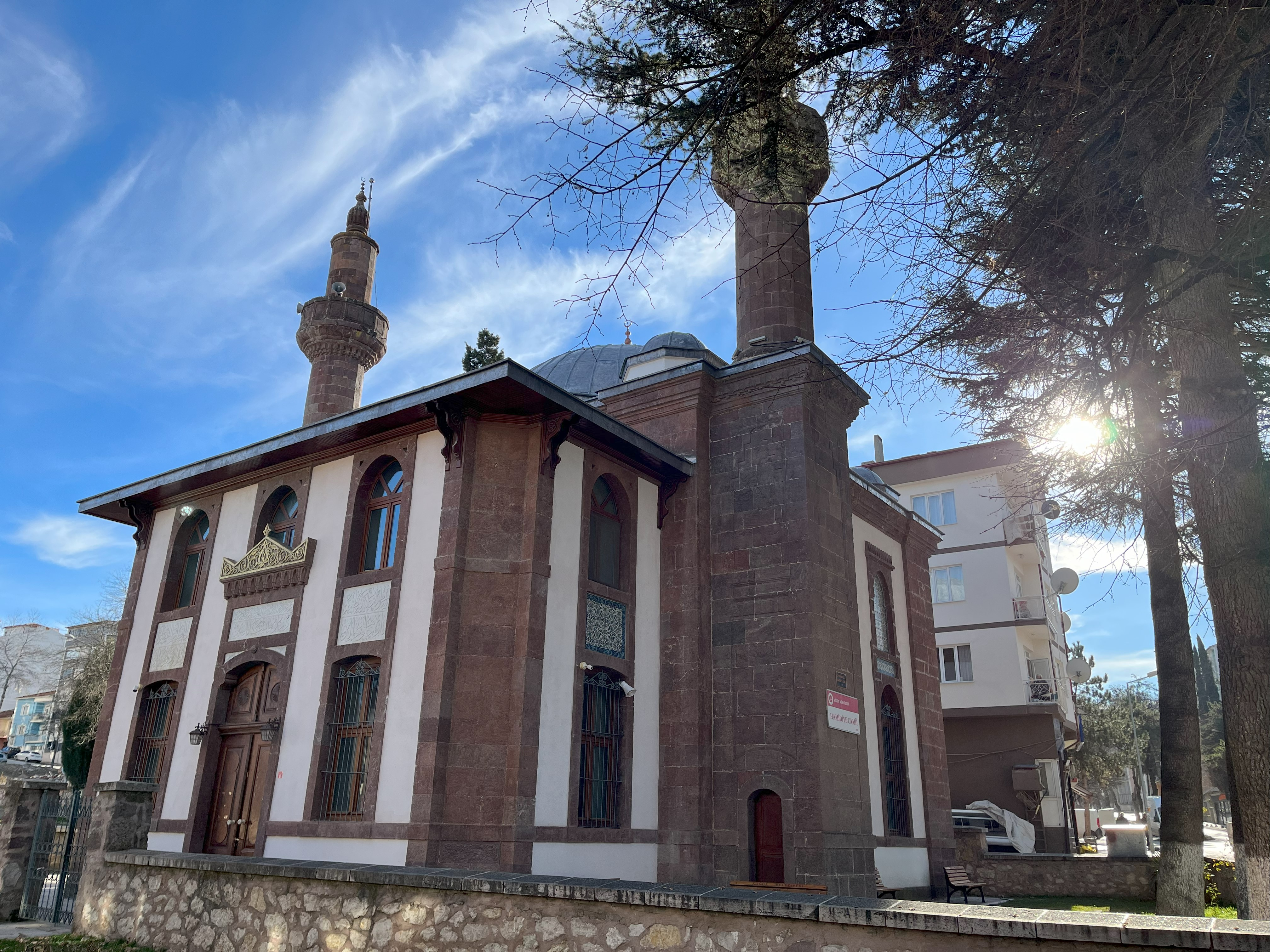
Die Hamidiye Moschee mit ihrem charakteristischen Merkmal, den doppelten Minaretten.

In Söğüt befindet sich das Mausoleum von Ertuğrul Gazi. Im Stadtzentrum liegt die Çelebi-Mehmet-Moschee (türk. Çelebi Mehmet Camii). Mehmed I. (auch Çelebi Mehmed genannt) ließ sie in den Jahren 1414–1420 erbauen. Damit gehört sie zu den ältesten Bauwerken der Stadt. Zwischen 1904 und 1905 wurde die Hamidiye-Moschee (türk. Hamidiye Camii), die inoffiziell auch Çifte Minareli Cami (dt. Moschee mit doppeltem Minarett) heißt, errichtet. Das Werk wurde von Abdülhamid II. in Auftrag gegeben.

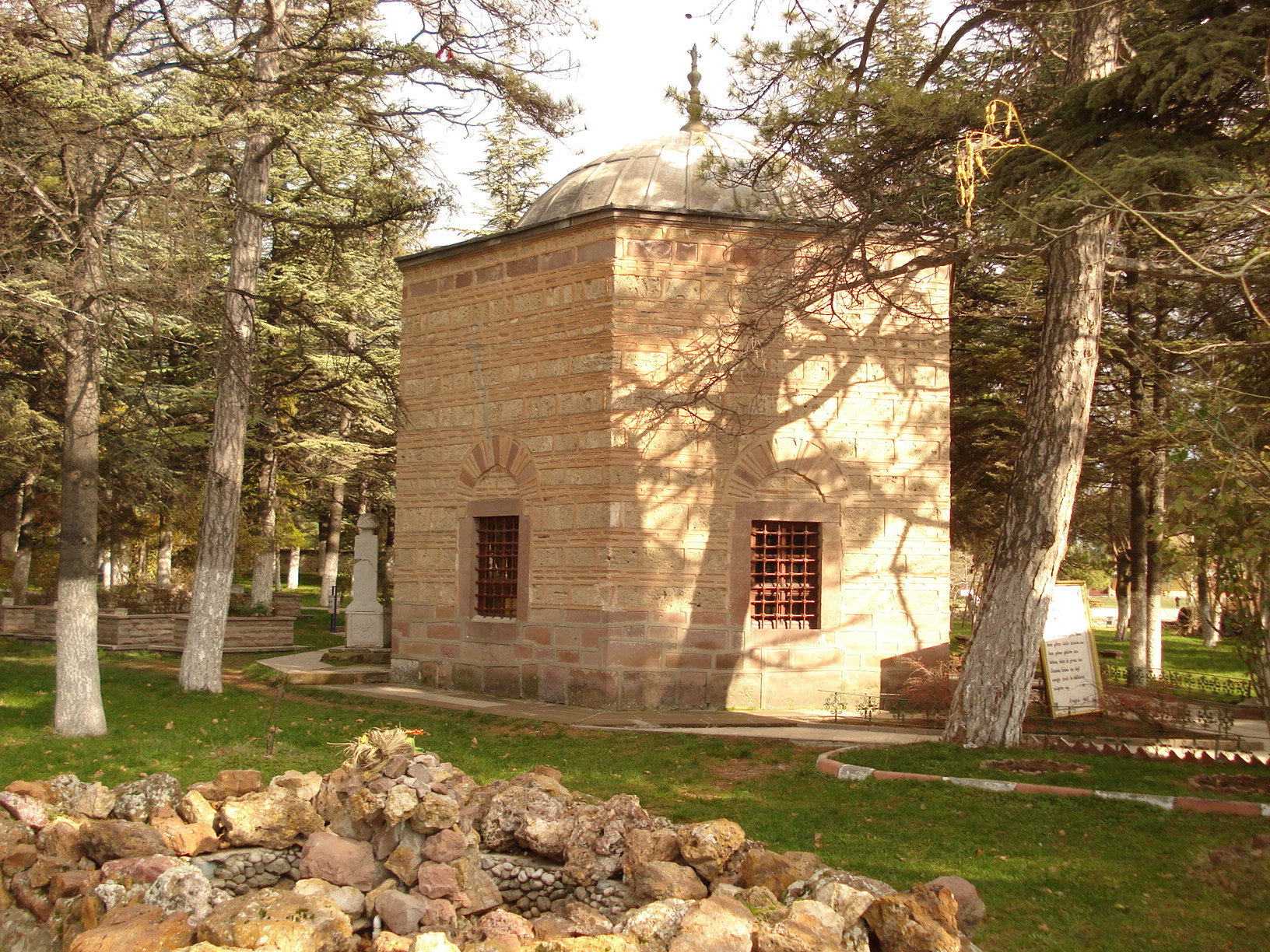
Das Grab (Türbe) von Ertuğrul Gazi

## Persönlichkeiten
- Ertuğrul Gazi (1198–1281 oder 1282), türkmenischer/oghusischer Clanführer und Vater von Osman I.
- Osman I. (1258–1326, nach anderen Angaben 1324), Begründer der osmanischen Dynastie und des Osmanischen Reiches